# Norm Macdonald Live
Norm Macdonald Live era un podcast gratuito settimanale condotto dal comico, scrittore e attore canadese Norm Macdonald con Adam Eget di The Comedy Store come spalla comica. Il produttore esecutivo è Daniel Kellison. Emessa dall'emittente Jash il 26 Marzo 2013, il podcast durò tre stagioni. Il programma è andato in onda su Amazon Video ed è stato disponibile su YouTube fino al 16 febbraio 2018. Norm Macdonald Has a Show, il successore spirituale di Norm Macdonald Live con Macdonald ed Eget, è stato rilasciato su Netflix il 14 settembre 2018.

## Storia
La prima stagione fu lanciata il 26 marzo 2013 e conclusa dopo undici episodi. Dopo una pausa di un anno, la seconda stagione debuttò il 12 maggio 2014, concludendosi dopo tredici episodi nell'agosto 2014.
Una terza stagione è stata rilasciata a settembre e ottobre 2016, ma è andata in onda solo 2 episodi prima di fermarsi. Il 25 luglio 2017 la stagione riprese con l'ospite David Letterman. La ripresa della terza stagione prevedeva un set nuovo di zecca e un nuovo stile di ripresa, che sembrava preferire riprese ravvicinate sui soggetti piuttosto che il tradizionale primo piano medio.

## Format
Il podcast ha seguito la tipica forma dei talk show . Ogni episodio della durata di un'ora presenta osservazioni di apertura tra Macdonald e il co-conduttore Adam Eget, che spesso coinvolgono pezzi comici elaborati e chiacchiere irriverenti, che portano a un'intervista con gli ospiti. Lo spettacolo si conclude con un segmento chiamato "Barzellette", in cui i conduttori e il loro ospite leggono a turno le battute che Norm stesso ha scritto su dei fogli di carta blu.

## Episodi
| Episodio | Data di rilascio | Ospite             |
| -------- | ---------------- | ------------------ |
| 1        | 26 marzo 2013    | Bob Einstein       |
| 2        | 2 aprile 2013    | Tom Green          |
| 3        | 9 aprile 2013    | Fred Stoller       |
| 4        | 16 aprile 2013   | Russell Brand      |
| 5        | 23 aprile 2013   | Billy Bob Thornton |
| 6        | 30 aprile 2013   | Larry King         |
| 7        | 7 maggio 2013    | Kevin Nealon       |
| 8        | 14 maggio 2013   | Simon Helberg      |
| 9        | 21 maggio 2013   | Nick Swardson      |
| 10       | 27 maggio 2013   | Andy Dick          |
| 11       | 11 giugno 2013   | Gilbert Gottfried  |

### Seconda stagione
| Episodio | Data di rilascio | Ospite             |
| -------- | ---------------- | ------------------ |
| 1        | 12 maggio 2014   | Ray Romano         |
| 2        | 21 maggio 2014   | Adam Sandler       |
| 3        | 26 maggio 2014   | David Spade        |
| 4        | 2 giugno 2014    | Carl Reiner        |
| 5        | 9 giugno 2014    | Fred Willard       |
| 6        | 16 giugno 2014   | Todd Glass         |
| 7        | 25 giugno 2014   | Todd Glass Parte 2 |
| 8        | 30 giugno 2014   | Bob Saget          |
| 9        | 7 luglio 2014    | David Koechner     |
| 10       | 14 luglio 2014   | Roseanne Barr      |
| 11       | 21 luglio 2014   | Marc Maron         |
| 12       | 28 luglio 2014   | Martin Mull        |
| 13       | 7 agosto 2014    | Jack Carter        |

### Terza stagione
| Episodio | Data di rilascio  | Ospite           |
| -------- | ----------------- | ---------------- |
| 1        | 15 settembre 2016 | Stephen Merchant |
| 2        | 26 settembre 2016 | Bill Hader       |
| 3        | 25 luglio 2017    | David Letterman  |
| 4        | 1 agosto 2017     | Mike Tyson       |
| 5        | 8 agosto 2017     | Bobby Lee        |
| 6        | 15 agosto 2017    | Sarah Silverman  |
| 7        | 22 agosto 2017    | Dana Carvey      |
| 8        | 29 agosto 2017    | Jerry Seinfeld   |
| 9        | 5 settembre 2017  | Caitlyn Jenner   |
| 10       | 12 settembre 2017 | Rich Little      |
| 11       | 19 settembre 2017 | Margaret Cho     |
| 12       | 26 settembre 2017 | Tim Allen        |
| 13       | 3 ottobre 2017    | Jim Carrey       |

### Speciali
| Episodio | Data di rilascio | Ospite                                          |
| -------- | ---------------- | ----------------------------------------------- |
| 1        | 13 aprile 2013   | The Masters with Norm Macdonald 2013 (giorno 1) |
| 2        | 14 aprile 2013   | The Masters with Norm Macdonald 2013 (giorno 2) |
| 3        | 11 aprile 2015   | The Masters with Norm Macdonald 2015 (giorno 1) |
| 4        | 12 aprile 2015   | The Masters with Norm Macdonald 2015 (giorno 2) |